# 江苏经典流行音乐广播
江苏经典流行音乐广播，是江苏省广播电视总台的一个以经典流行音乐为播出内容的频率，也是江苏省第一家类型化的成人抒情风格音乐电台。频率覆盖南京、苏州、常州、扬州、镇江及安徽部分城市，全天24小时播音，播出内容以中外经典怀旧歌曲为主。

## 节目
- 975阳光倾城
- 975音乐爱生活
- 975天天点播
- 975音乐在旅途
- 975音乐爱上你
- 975音乐时间
- 975蓝色音乐田
- 975微风往事
- 975金曲留声
- 975金曲无终点
- 975东方情调
- 975假日经典
- 975周末怀旧风
- 越洋越经典
- 和刘伟听歌
- 和邓煌听歌

## 主持人／DJ
- 吴俊鹏
- 燕子
- 徐巍
- 阿哲
- 邓煌
- 海燕
- 苏文
- 馨悦
- 江俐